# Lampsilis abrupta
Lampsilis abrupta är en musselart som först beskrevs av Thomas Say 1831.  Lampsilis abrupta ingår i släktet Lampsilis och familjen målarmusslor. IUCN kategoriserar arten globalt som sårbar. Inga underarter finns listade i Catalogue of Life.